# Осада Сучжоу
Осада Сучжоу или Резня в Сучжоу (англ. Suzhou massacre) — одно из событий восстания тайпинов. Осаждённый цинской армией гарнизон города Сучжоу был сдан его командирами, которые затем были убиты, как и более 10 тысяч солдат-тайпинов.

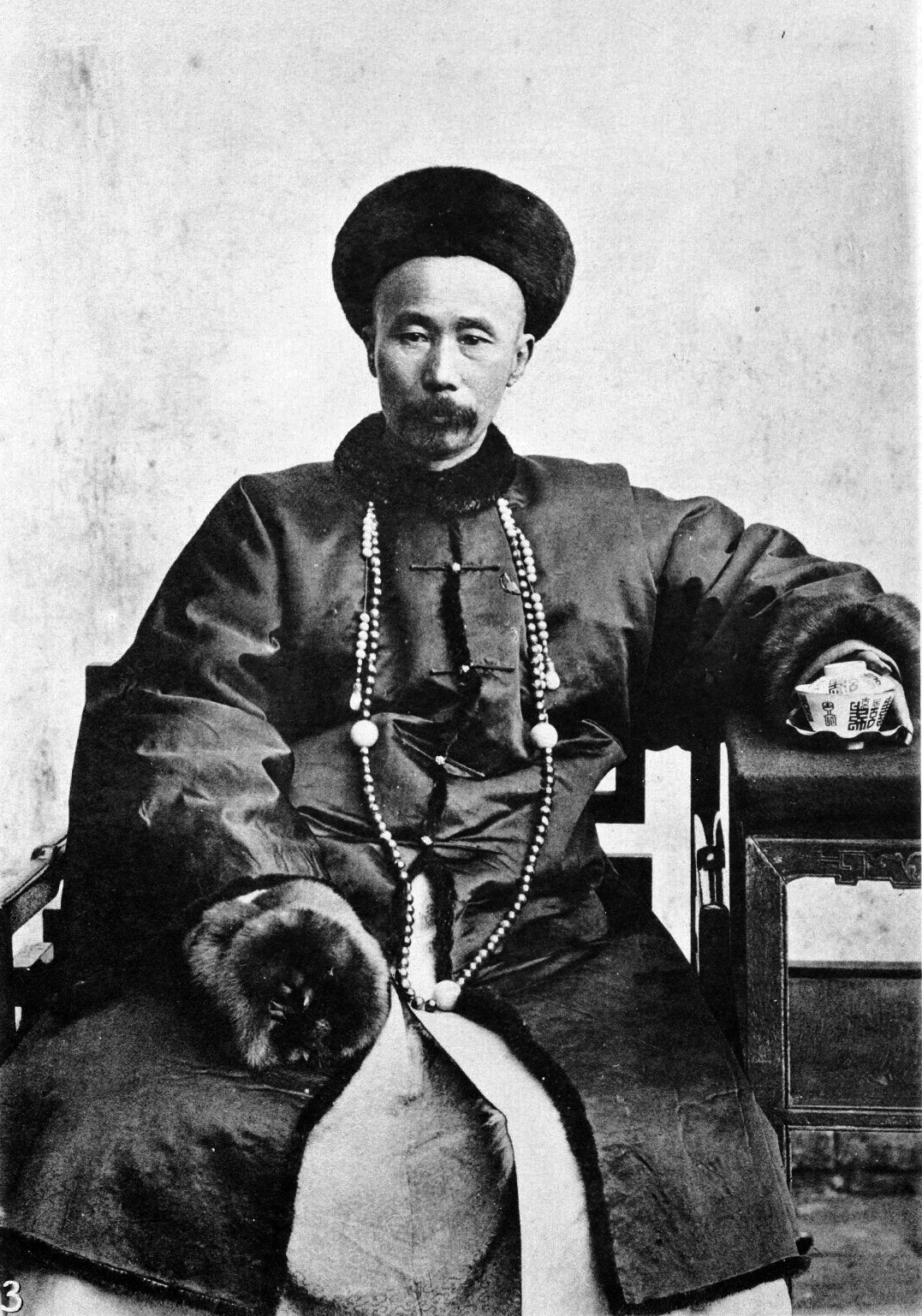
Ли Хунчжан. Фото 1860 г.

В июне 1860 года Сучжоу, важный город в нижнем течении Янцзы, был захвачен армией тайпинов. Чтобы усилить полученную базу, тайпины укрепили городские стены и установили пушки над городскими воротами, чтобы предотвратить нападение цинской армии. Тайпинский так называемый «верный князь» Ли Сючэн построил в нём дворец и сделал своей резиденцией. Сучжоу оборонял гарнизон под командованием Тан Шаогуана.
В феврале 1863 года, после спасения Шанхая, цинская армия под командованием Ли Хунчжана отбила у тайпинов Тайцан и Куньшань. Затем, двинувшись на север, захватила Цзянинь, Уси и многие другие города. Отвоевав эти места у тайпинской армии, Ли Хунчжан поставил своей конечной целью захватить Сучжоу. 
В начале ноября цинские войска и так называемая Всегда побеждающая армия генерала Ч. Гордона подошли к городу и приступили к его осаде. Около 40 000 солдат тайпинского гарнизона противостояли 13 500 имперским солдатам и их союзникам. 19 ноября Гордон без потерь захватил 5 частоколов, но 27-го был отбит в ходе ночной атаки на внешние укрепления. Его люди, сбитые с толку в темноте, дрогнули перед бамбуковыми частоколами и были вынуждены отступить.
29 ноября после мощной бомбардировки, внешние укрепления перед восточными воротами были взяты штурмом, солдаты Гордона переплыли через рвы и возвели брустверы, чтобы затем вступить в бой с повстанцами. Гордон в какой-то момент был окружён, и ему пришлось пробиваться с боем.
Многие тайпинские командиры, видя, что город обречён, решили изменить и сдать Сучжоу. Они тайно связались с Гордоном, который дал слово, что им сохранят жизнь в случае капитуляции. Ли Хунчжан не проявил особого доверия по поводу предложения тайпинских командиров. Он опасался, не станет ли это предложение обманом и ловушкой. Чтобы выразить свою искренность, заговорщики решили убить Тань Шаогуана и предложить его голову врагу в знак капитуляции. 
4 декабря 1863 года в 11 часов дня восемь заговорщиков убили своего командующего и отрубили голову. На следующий день голову Тана отправили в цинский лагерь. После того, как было подтверждено, что это его голова, заговорщики открыли одни из ворот Сучжоу и позволили армии противника войти в город. 
Ли Хунчжан, всё ещё опасавшийся подвоха, приказал убить всю восьмёрку сдавшихся командиров, не уведомив Гордона об этом плане. Разъярённый подлостью Ли Хунчжана, Гордон ворвался в его палатку и хотел застрелить, но затем конфликт был улажен. Чуть позже цинские солдаты перебили более 10 тысяч сдавшихся тайпинов.